# Сафутин, Павел Александрович
Павел Александрович Сафутин (6 ноября 1927, Старое, Междуреченский район — 26 мая 2003, Кривой Рог, Днепропетровская область) — советский шахтёр, бригадир проходчиков Североуральских бокситовых рудников Свердловской области. Герой Социалистического Труда (1961).

## Биография
Родился 6 ноября 1927 года в селе Старое (ныне Междуреченского района Вологодской области).
Трудовую деятельность начал в 16 лет. В 1942—1944 годах работал кузнецом в совхозе «Шуйский». В декабре 1944 года призван на службу в Красную армию. В Великой Отечественной войне в составе спецподразделения по охране военных объектов. В 1952 году был демобилизован.
В 1952 году прибыл в Североуральск на должность ученика проходчика на шахту № 5 Третьего Северного рудника, затем стал бригадиром проходчиков. В 1954 году коллектив бригады занял первое место Всесоюзного соревнования работников цветной металлургии и удостоен Красного знамени Совета Министров СССР. В январе 1956 года была создана бригада скоростников-проходчиков, где бригадиром стал Павел Сафутин. В марте 1956 года бригада установила всесоюзный рекорд на проходке восстающих выработок (за 30 дней было пройдено 225,6 погонных метров вертикальных выработок, что на 92 метра больше прежнего рекордного показателя СУБРа). За 1958—1958 годы бригада проходила в среднем ежегодно по 1540 метров горных выработок.
В 1959—1964 годах учился на горном отделении Североуральского филиала Краснотурьинского индустриального техникума. В 1964 году, получив диплом горного техника, стал горным мастером, затем заместителем и начальником участка шахты № 14.
9 июня 1961 года, указом Президиума Верховного Совета СССР, Сафутину Павлу Александровичу за выдающиеся успехи, достигнутые в деле развития цветной металлургии было присвоено звание Героя Социалистического Труда с вручением ордена Ленина и золотой медали «Серп и Молот».
В 1967 году уехал в Кривой Рог. В 1967—1975 годах работал проходчиком в рудоуправлении имени В. И. Ленина. Потом работал в ДОСААФ.
Был депутатом Верховного Совета РСФСР по Краснотурьинскому избирательному округу с 1959 года, депутатом по Североуральскому избирательному округу с 1963 года, делегатом Верховного Совета РСФСР 5-го созыва, делегатом Верховного Совета РСФСР 6-го созыва. Делегат IX съезда профсоюзов СССР, IX съезда ДОСААФ СССР. Новатор производства.

## Награды
- Медаль «Серп и Молот» (09.06.1961);
- Орден Ленина (09.06.1961).

## Память
- Имя на Стеле Героев в Кривом Роге.